# Хаваш (нохія)
Хаваш (араб. ناحية الحواش‎‎) — нохія у Сирії, що входить до складу району Тель-Калях провінції Хомс. Адміністративний центр — м. Хаваш.
| Сирія | Це незавершена стаття з географії Сирії. Ви можете допомогти проєкту, виправивши або дописавши її. |